# Échelle de temps en mécanique classique
En mécanique classique, le temps est absolu.
Pour résoudre certains problèmes théoriques de mécanique (c'est-à-dire résoudre certaines équations différentielles), il est parfois astucieux de changer d' échelle de temps, c'est-à-dire, de choisir un nouveau paramètre T =f(t), où t = f(t) est une fonction croissante de t.

## Changement affine
Dans l'équation du principe fondamental de la dynamique {\displaystyle {\vec {F}}=m{\vec {a}}}, changer t en une fonction affine (c'est-à-dire at+b), ne change que l'origine de la date et l'unité de temps.

## Changement non affine, force complémentaire
Soit {\displaystyle T=f(t)} et soit {\displaystyle t=g(T)} la fonction réciproque.
L'intervalle {\displaystyle dT} au temps {\displaystyle t=t_{0}} vaudra {\displaystyle dT=f\,'(t_{0}).dt}.
Donc si l'ancienne vitesse était {\displaystyle {\vec {v}}(t)={\frac {d{\vec {OM}}}{dt}}}, la nouvelle est {\displaystyle {\vec {V}}(T)={\frac {d{\vec {OM}}}{dT}}}. soit réduite du facteur d'échelle {\displaystyle f\,'(t_{0})} (égal d'ailleurs à {\displaystyle {\frac {1}{g'(T_{0})}}}, bien sûr):
{\displaystyle V(T)=v(t).{\frac {dt}{dT}}={\frac {v(t)}{f'(t)}}=v(t).g'(T)}.
mais ce facteur d'échelle varie au cours du temps.
En effet :
{\displaystyle A(T)={\frac {1}{(f\,'(t))^{2}}}.a(t)=(g'(T))^{2}.a(t)} : c'est le changement d'échelle sur l'accélération.
sinon, on a :
{\displaystyle A(T)={\frac {1}{(f\,'(t))^{2}}}.a(t)-{\frac {f^{''}(t)}{(f\,'(t))^{2}}}\,.V=(g'(T))^{2}.a(t)+{\frac {g^{''}(T)}{g\,'(T)}}.V(T)\quad } , relation involutive.
Donc, avec un temps non-absolu, le Principe fondamental de la dynamique se réécrit :
| {\displaystyle m{\vec {A}}(T)=(g\,'(T))^{2}.{\vec {F}}+{\vec {F_{c}}}\quad {\text{avec}}\quad {\vec {F_{c}}}=+\,m{\vec {V}}.{\frac {g^{''}(T)}{g\,'(T)}}} |

Il apparaît donc, en mécanique classique, dans un référentiel galiléen, une force complémentaire, F_c, due au fait que le temps utilisé n'est pas un temps absolu.
Ceci peut être utilisé pour résoudre des équations différentielles. De même que la notion de Force de Coriolis apparaît grâce à l'analyse de la notion de référentiel en rotation, apparaît la force complémentaire de "non-utilisation" de temps absolu.

## Méthode de Newton
Isaac Newton (1643 - 1727) montra que la même trajectoire pouvait être parcourue sous l'action de deux champs centraux différents, mais avec deux mouvements différents:
Soit S le premier centre de force. Soit Q le deuxième centre de force, et QM le rayon vecteur. La tangente en M est la même pour les deux mouvements (mais V est différent de v, comme vu précédemment). Soit G le point de cette tangente, intersection avec la demi-droite SG menée de S parallèlement à QM.
Le théorème de Newton est :
{\displaystyle {\vec {A}}={\vec {a}}{\frac {SG^{3}}{SM\cdot QM^{2}}}}

## Échelles de temps etmouvement képlérien
Le problème mécanique newtonien est de résoudre des équations différentielles de la variable t.

### Méthode de Clairaut-Binet
Voici la méthode de Clairaut (1713 - 1765), reprise par Binet (1786-1856).
Comme le champ est central, la deuxième loi de Kepler indique que, si r(t) non nul, l'angle polaire, {\displaystyle \theta (t)}, est fonction monotone croissante de t : on peut donc le choisir comme échelle de temps (cela serait le temps solaire vrai si l'inclinaison de la terre était nulle). Soit :
- {\displaystyle dT=d\theta ={C \over r^{2}}\cdot dt=Cu^{2}\cdot dt} en ayant posé r(t):=1/u({\displaystyle \theta (t)})
- un calcul mène à exprimer le vecteur vitesse :

{\displaystyle {\vec {V}}=-{\vec {u}}_{r}\cdot Cu'+{\vec {u}}_{\theta }\cdot Cu}
- de même le vecteur accélération :

{\displaystyle {\vec {a}}=-{\vec {u}}_{r}\cdot C^{2}u^{2}(u+u^{''})}
Cela convient pour la force newtonienne -GM m u², car on est conduit à une équation d'oscillateur harmonique :
{\displaystyle u+u^{''}={GM \over C^{2}}=1/p}
d'où la solution de Kepler u = 1/p + 1/p.e.cos(T-To).
Voir aussi : Histoire du mouvement képlérien#Clairaut (1741) : démonstration mathématique

### Méthode de Levi-Civita
Voici la méthode de Tullio Levi-Civita (1873 - 1941).
On s'intéresse au cas elliptique ; on prendra donc dT = sqrt(-2E)dt/r = Kdt/r :
d OM /dT = v r/K ; puis {\displaystyle {d^{2}{\vec {OM}} \over dT^{2}}={r^{2} \over K^{2}}({-GM{\vec {u}} \over r^{2}})+{\vec {v}}{dr \over dt}{r \over K^{2}}}.
Le vecteur de Runge-Lenz peut s'écrire :
{\displaystyle {\vec {e}}={\vec {u}}+{{\vec {L}}_{0}\wedge {\vec {v}} \over GMm}=-{\vec {u}}-{\vec {r}}\cdot {2E \over GMm}+{\vec {v}}{1 \over GM}{dr \over dt}r} ;
ce qui en remplaçant dans l'équation précédente donne :
{\displaystyle {d^{2}{\vec {OM}} \over dT^{2}}+{\vec {OM}}=-{\vec {e}}\cdot {GMm \over 2E}:=+{\vec {e}}\cdot a}
équation d'un oscillateur harmonique, de centre de force excentré.